# Varol Tasar
Varol Tasar (Waldshut-Tiengen, 4 oktober 1996) is een voetballer van Duits-Turkse afkomst. Tasar speelt sinds oktoker 2020 voor het Zwitserse FC Luzern.

## Carrière
Tasar maakte zijn debuut op het hoogste niveau op 21 juli 2019 tegen BSC Young Boys, hij kon niet scoren. De wedstrijd eindigde op 1-1. Daarvoor speelde hij al enkele jaren in lagere divisies. 
Zijn eerste doelpunt in de Super League maakte hij 3 maanden later tegen Neuchâtel Xamax FCS. Na 15 minuten maakte hij de 0-1, de wedstrijd eindigde op een 2-2 gelijkspel.